# 北阳城砖塔
北阳城砖塔，位于山西省运城市稷山县清河镇北阳城村，是一座宋代古塔，现为中华人民共和国全国重点文物保护单位。

## 历史
北阳城砖塔建于北宋宝元二年（1039年），系村民解武为其母所建。

## 建筑
北阳城砖塔为方形砖塔，边长1.68米。原有九层，现外露八层，高10米。

## 保护
2004年6月10日，北阳城砖塔由山西省人民政府公布为第四批山西省文物保护单位，编号4-54。
2013年3月5日，北阳城砖塔由中华人民共和国国务院公布为第七批全国重点文物保护单位，编号7-0769-3-067。